# Silent Running

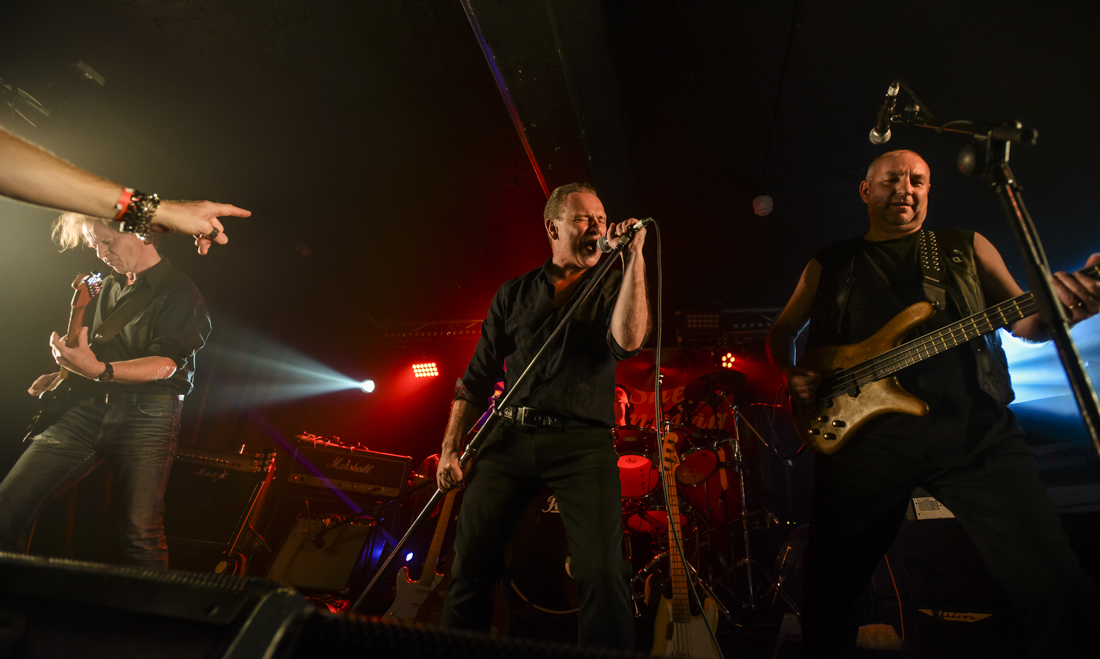
Silent Running, live in Belfast 2019

Silent Running ist eine irische Band aus Belfast, die in den 1980er Jahren aktiv war und seit 2019 wieder öffentlich in Erscheinung tritt.

## Geschichte
Die Band bestand ursprünglich aus dem Sänger Peter Gamble, dem Gitarristen Tony Scott, dem Bassisten Richard Collett, dem Schlagzeuger Ian Gault und Alex White am Keyboard. Das Debütalbum wurde in den USA als Emotional Warfare veröffentlicht, während es in Übersee Shades of Liberty hieß.
Silent Running traten 1984 in Großbritannien öfter im Vorprogramm der Simple Minds auf, diese stellten auch den Kontakt zu Peter Walsh her, welcher Shades Of Liberty (Plattenfirma: EMI) produzierte.
Nachdem White die Band vor der Veröffentlichung von Walk on Fire verlassen hatte, folgte ihm Gault bald nach. Die Band versuchte mit anderen Mitgliedern Fuß zu fassen, zerbrach aber nach dem Album Deep von 1989.
Alex White arbeitete später als Keyboarder mit den Mighty Lemon Drops zusammen, Ian Gault arbeitet
als Drum Tech (u. a. Peter Gabriel / King Crimson), Richard Collett arbeitet in der Radiobranche in Großbritannien.
2019 gingen Silent Running wieder ins Tonstudio und nahmen als neuen Song "Lost Boy" auf. Ein Live-Album wurde im November 2019 in Belfast aufgenommen und erschien im März 2020 auch im CD-Format.

## Stil
Der Stil wurde von Bands wie U2 und den Simple Minds beeinflusst. Dieser Stil wurde nach
dem Wechsel zur Plattenfirma Atlantic mit dem Album Walk On Fire zunehmend auf den amerikanischen Markt zugeschnitten, Deep markierte hier den Tiefpunkt, die energischen Rockeinflüsse waren radiotauglichem Material gewichen, es fehlte die erdige und wütende Qualität des Debütalbums.
Auf dem Debütalbum erinnern gerade die Keyboards von Alex White und die Gitarrenarbeit von Tony Scott an den Stil von Mick MacNeill (Keys) und Charlie Burchill (Gitarre) von den Simple Minds.

## Diskografie

### Alben
- 1984: Shades of Liberty
- 1987: Walk on Fire
- 1989: Deep

### Livealben
- 2020: Live in Voodoo, Belfast

### Singles
- 1983: When the 12th of Never Comes (Debüt Single)
- 1984: Young Hearts / Crimson Days (7″- & 12″-Single)
- 1984: Sticks & Stones / ? (7″- & 12″-Single)
- 1984: Emotional Warfare / Speed of Life (7″- & 12″-Single)
- 1985: No Faith Is Blind / Business as Usual (7″- & 12″-Single) – auf keinem Album erschienen
- 1987: Sanctuary / Let Me Sleep Tonight (7″- & 12″-Single)
- 2019: Lost Boy (MP3)
- 2020: Live Right Now (MP3)